# Alpinia oceanica
Alpinia oceanica là một loài thực vật có hoa trong họ Gừng. Loài này được Burkill mô tả khoa học đầu tiên năm 1896.